# Visoko (Bosnië en Herzegovina)
Visoko (Servisch: Високо) is een gemeente en stad in Bosnië en Herzegovina met ongeveer 17.000 inwoners. De gemeente telt ca. 40.000 inwoners. Het is gelegen op de weg van Zenica naar Sarajevo aan de rivier de Bosna. De stad maakt deel uit van het kanton Zenica-Doboj.
Het gebied rond Visoko was het centrum van de middeleeuwse staat Bosnië en het werd gedurende de Ottomaanse periode gesticht door Ajas-beg. Na de Oostenrijks-Hongaarse annexatie van Bosnië kreeg Visiko een nieuw gezicht dat doet denken aan de Ottomaanse periode. De stad werd in de Tweede Wereldoorlog zwaar beschadigd waarna het in de communistische periode van Joegoslavië zich verder ontwikkelde.

## Piramides
Volgens recente, maar niet algemeen ondersteunde studies, zijn meerdere heuvels in de vallei van Visoko piramides. Deze zouden ouder zijn dan de Egyptische piramiden van Gizeh en hebben zeer hoge Boviswaarden. Vijf heuvels werden reeds benoemd als de piramides van de zon (220m), maan (190m), draak (90m), liefde en aarde. 
Er liggen ook onderaardse gangen waarin runentekens werden gevonden. Deze zijn toegankelijk voor toeristen.

## Geboren
- Armin Muzaferija (1988), zanger

Federatie van Bosnië en Herzegovina:

Banovići · Bihać · Bosanska Krupa · Bosanski Petrovac · Bosansko Grahovo · Breza · Bugojno · Busovača · Bužim · Čapljina · Cazin · Čelić · Centar · Čitluk · Drvar · Doboj Istok · Doboj Jug · Dobretići · Domaljevac-Šamac · Donji Vakuf · Foča-Ustikolina · Fojnica · Glamoč · Goražde · Gornji Vakuf-Uskoplje · Gračanica · Gradačac · Grude · Hadžići · Ilidža · Ilijaš · Jablanica · Jajce · Kakanj · Kalesija · Kiseljak · Kladanj · Ključ · Konjic · Kreševo · Kupres · Livno · Ljubuški · Lukavac · Maglaj · Mostar · Neum · Novi Grad · Novo Sarajevo · Novi Travnik · Odžak · Olovo · Orašje · Pale-Prača · Posušje · Prozor-Rama · Ravno · Sanski Most · Sapna · Široki Brijeg · Srebrenik · Stari Grad · Stolac · Teočak · Tešanj · Tomislavgrad · Travnik · Trnovo · Tuzla · Usora · Vareš · Velika Kladuša · Visoko · Vitez · Vogošća · Zavidovići · Zenica · Žepče · Živinice

De hoofdstad Sarajevo bestaat uit de gemeenten Centar, Novi Grad, Novo Sarajevo en Stari Grad.
Servische Republiek:

Banja Luka · Berkovići · Bijeljina · Bileća · Bosanska Kostajnica · Brod · Bratunac · Čajniče · Čelinac · Derventa · Doboj · Donji Žabar · Foča · Gacko · Gradiška · Han Pijesak · Istočni Drvar · Istočna Ilidža · Istočni Mostar · Istočno Novo Sarajevo · Istočno Sarajevo · Istočni Stari Grad · Jezero · Kalinovik · Kneževo · Kozarska Dubica · Kotor Varoš · Krupa na Uni · Srpski Kupres · Laktaši · Ljubinje · Lopare · Milići · Modriča · Mrkonjić Grad · Nevesinje · Novi Grad · Osmaci · Oštra Luka · Pale · Pelagićevo · Petrovac · Petrovo · Prijedor · Prnjavor · Ribnik · Rogatica · Rudo · Šamac · Šekovići · Šipovo · Sokolac · Srbac · Srebrenica · Teslić · Trebinje · Trnovo · Ugljevik · Ustiprača · Višegrad · Vlasenica · Vukosavlje · Zvornik